# Figali Convention Center
Il Figali Convention Center (Centro de Convenciones Amador) è un'arena, che si trova nella zona di Fort Amador a Panama. La capacità dell'arena è di 25.000 posti.
L'edificio è stato costruito nel 2003, come centro per ospitare il concorso di bellezza Miss Universo 2003, che quell'anno si teneva a Panama. In seguito, l'arena è stata utilizzata numerose volte in occasione di concerti ed eventi sportivi, principalmente legati alla boxe o al pattinaggio su ghiaccio.
L'arena panamense ha ospitato vari concerti, tra cui quelli di Miley Cyrus durante il suo Gypsy Heart Tour, di Jennifer Lopez durante il suo Dance Again Tour e di Laura Pausini nel 2016.